# Instituto Vladimir Herzog
O Instituto Vladimir Herzog é uma instituição sem fins lucrativos criada em 25 de junho de 2009 com o objetivo de preservar a memória do jornalista Vladimir Herzog e promover ações que atraiam a atenção da sociedade aos problemas sociais e econômicos do Brasil com ênfase nas consequências do golpe de 1964.

## Histórico
Em 1979, criou o Prêmio Vladimir Herzog.
Em 2009, o instituto lançou o Prêmio Jovem Jornalista Fernando Pacheco Jordão, voltado para estudantes.
Em junho de 2020, lançou um acervo virtual de documentos sobre Vladimir Herzog, como "um gesto simbólico de enfrentamento ao revisionismo histórico e de negação dos horrores promovidos pela ditadura militar no Brasil".
Em dezembro de 2020, a Unicamp anunciou o 1º Prêmio de Reconhecimento Acadêmico em Direitos Humanos Unicamp – Instituto Vladimir Herzog. Na sua primeira edição, o prêmio será destinado para as pesquisas acadêmicas de graduação (Iniciação Científica ou Monografia de Conclusão de Curso) e de pós-graduação stricto sensu das universidades públicas do Estado de São Paulo (Unicamp, USP e Unesp), que mostrem "efetiva contribuição para a proteção e
defesa do direito à vida, dignidade humana e justiça social e sejam exemplo de defesa da liberdade e responsabilidade científica para a melhoria da humanidade."
Categorias
- Ciências exatas e tecnologia;
- Ciências naturais, da saúde e meio ambiente;
- Ciências sociais e educação;
- Ciências da comunicação e linguagem